# Carcoar Dam
Carcoar Dam är en dammbyggnad i Australien. Den ligger i kommunen Blayney och delstaten New South Wales, i den sydöstra delen av landet, omkring 190 kilometer väster om delstatshuvudstaden Sydney.
Trakten runt Carcoar Dam är nära nog obefolkad, med mindre än två invånare per kvadratkilometer.. Närmaste större samhälle är Blayney, omkring 11 kilometer nordost om Carcoar Dam. 
Trakten runt Carcoar Dam består till största delen av jordbruksmark. Genomsnittlig årsnederbörd är 864 millimeter. Den regnigaste månaden är februari, med i genomsnitt 162 mm nederbörd, och den torraste är oktober, med 40 mm nederbörd.